# Juliane Bogner-Strauß

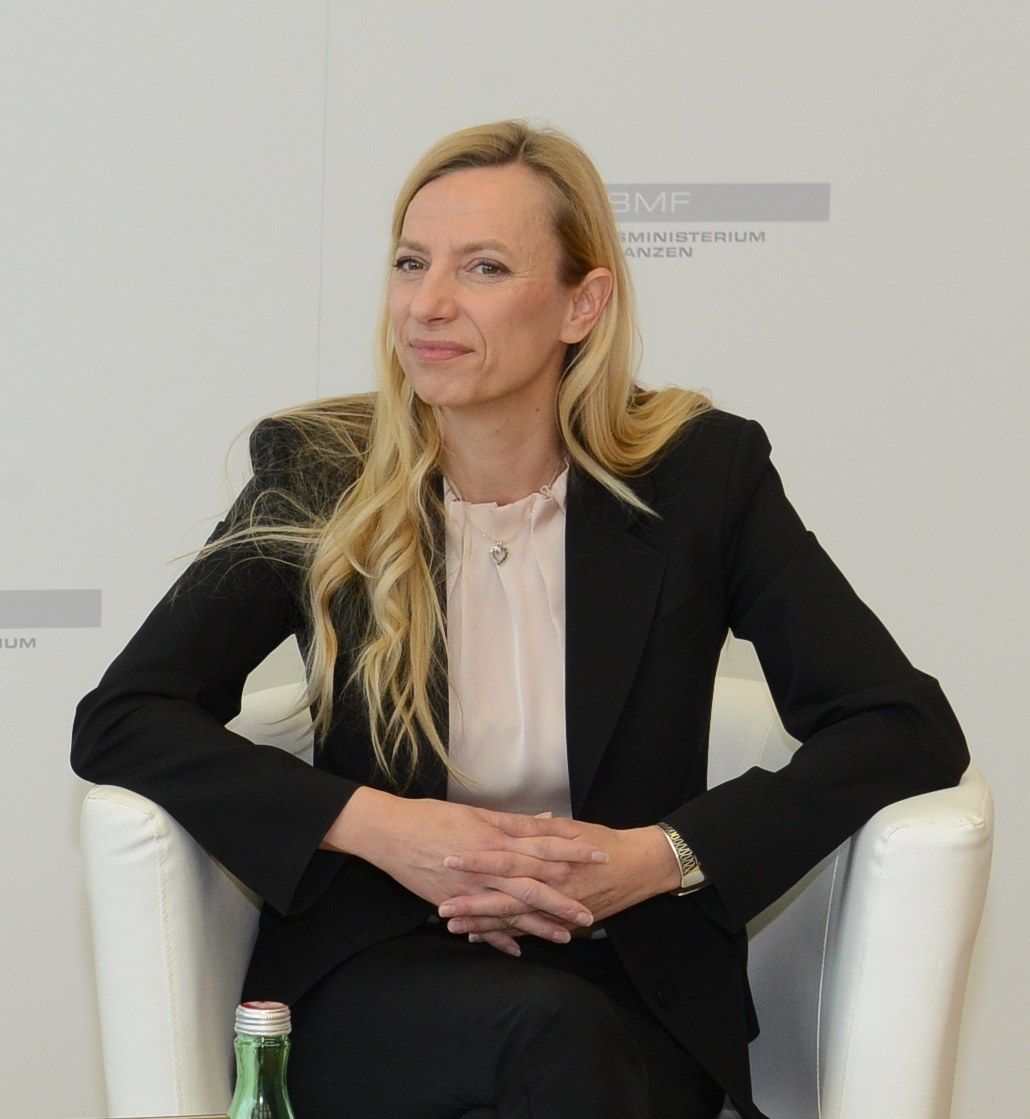
Juliane Bogner-Strauß (2018)

Juliane Gertrude Bogner-Strauß, auch Bogner-Strauss (* 3. November 1971 in Wagna, Steiermark, als Juliane Gertrude Strauß), ist eine österreichische Molekularbiologin, Biochemikerin und Politikerin (ÖVP). Sie war ab Dezember 2017 Bundesministerin für Frauen, Familien und Jugend im Bundeskanzleramt und ab dem 22. Mai 2019 zusätzlich mit der Leitung des Bundesministeriums für öffentlichen Dienst und Sport betraut. Vom 9. November 2017 bis zum 22. Jänner 2018 war sie Abgeordnete zum österreichischen Nationalrat; am 5. Juni 2019 und am 19. Oktober 2023 wurde sie erneut Abgeordnete. Vom 17. Dezember 2019 bis zum 17. Oktober 2023 war sie Landesrätin in den Landesregierungen Schützenhöfer II und Drexler.

## Leben
Juliane Bogner-Strauß besuchte nach der Volksschule in Gamlitz das Gymnasium der Ursulinen Graz, wo sie 1990 maturierte. Ab 1992 studierte sie an der Universität Graz Chemie, das Studium schloss sie 1999 als Magistra ab. Anschließend folgte ein Doktoratsstudium am Institut für Molekulare Biowissenschaften der Uni Graz, wo sie 2002 bei Rudolf Zechner promovierte und im Anschluss bis 2005 als Universitätsassistentin tätig war. 2005 wechselte sie als Assistenzprofessorin an die Technische Universität Graz an das Institute for Genomics and Bioinformatics, wo sie sich 2008 auf dem Gebiet der Genomik und der Molekularbiologie habilitierte und 2010 assoziierte Professorin und stellvertretende Institutsleiterin wurde. Mit Oktober 2013 wurde sie assoziierte Professorin und stellvertretende Institutsleiterin am Institut für Biochemie.
Seit Juni 2018 ist sie Schirmherrin der 2017 gegründeten Initiative Starke Frauen. Starke Herzen. zur Aufklärung über Herz-Kreislauf-Erkrankungen.
Sie ist mit Erik Bogner verheiratet und Mutter von zwei eigenen Kindern und einem Stiefsohn.

## Politik
Bei der Nationalratswahl 2017 kandidierte sie als Quereinsteigerin für die Steirische Volkspartei auf dem dritten Listenplatz der Landesliste. Vom 9. November 2017 bis zum 22. Jänner 2018 war sie Abgeordnete zum österreichischen Nationalrat.
Ab 18. Dezember 2017 gehörte sie der Bundesregierung Kurz I als Bundesministerin für Familien und Jugend der Republik Österreich an, ab dem 8. Jänner 2018 war sie Bundesministerin für Frauen, Familien und Jugend im Bundeskanzleramt. Im Nationalrat folgte ihr mit 24. Jänner 2018 Josef Smolle nach. Anfang Februar 2018 wurde bekannt, dass sie das Frauenvolksbegehren 2.0 nicht unterschreiben werde. Für sie würden die Arbeitszeitverkürzung auf 30 Stunden und die flächendeckende Geschlechterquote von 50 Prozent auf allen Ebenen zu weit gehen.
Von 9. Juli bis 26. August 2018 war sie mit der Vertretung der Bundesministerin für Nachhaltigkeit und Tourismus Elisabeth Köstinger betraut, da diese nach der Geburt ihres Kindes für sechs Wochen in Elternzeit ging.
Seit Oktober 2017 ist sie Mitglied des steirischen VP-Arbeitnehmerbunds und seit November 2017 Mitglied der steirischen VP-Frauen. In der Sitzung des Bundesvorstandes der ÖVP Frauen am 8. Juni 2018 wurde Juliane Bogner-Strauß als Nachfolgerin von Dorothea Schittenhelm als Bundesleiterin vorgeschlagen, der Vorschlag wurde einstimmig angenommen. Die Wahl zur Bundesleiterin der ÖVP Frauen erfolgte am Bundestag am 10. November 2018.
Vom 22. Mai bis zum 3. Juni 2019 war sie zusätzlich mit der Führung des Bundesministeriums für öffentlichen Dienst und Sport betraut. Im Juni 2019 nahm sie ihr Nationalratsmandat wieder an, Josef Smolle schied aus dem Nationalrat aus. Anfang Juli 2019 wurde sie Nachfolgerin der im April 2019 verstorbenen Barbara Wolfgang-Krenn als Frauensprecherin im ÖVP-Parlamentsklub.
Bei der Nationalratswahl 2019 kandidierte sie als ÖVP-Spitzenkandidatin in der Steiermark sowie auf Platz sechs der ÖVP-Bundesliste. Im Rahmen der Koalitionsverhandlungen zur Regierungsbildung 2019 verhandelt sie in der Hauptgruppe Soziale Sicherheit, neue Gerechtigkeit und Armutsbekämpfung. Am 17. Dezember 2019 wurde sie zur Landesrätin der Landesregierung Schützenhöfer II in der Steiermark gewählt, in der sie die Bereiche Gesundheitswesen und Bildung verantwortet. Auf ihr Nationalratsmandat rückte erneut Josef Smolle nach, nachdem Martina Kaufmann von der Landesliste auf das Grazer Grundmandat wechselte. Als Frauensprecherin folgte ihr Elisabeth Pfurtscheller nach.
Im Jänner 2023 stellte die FPÖ im Landtag einen Misstrauensantrag gegen Gesundheitslandesrätin Bogner-Strauß, der abgelehnt wurde. FPÖ-Abgeordneter Marco Triller warf ihr eine „gescheiterte Gesundheitspolitik“ vor. Am 9. Oktober 2023 wurde ihr Rückzug als Landesrätin bekannt, als ihr Nachfolger wurde Karlheinz Kornhäusl am 17. Oktober 2023 gewählt und angelobt. Bogner-Strauß kehrte mit 19. Oktober 2023 anstelle von Karl Schmidhofer in den Nationalrat zurück. Für die Nationalratswahl 2024 wurde sie auf Platz acht der ÖVP-Bundesliste sowie auf Platz vier der Landesliste der ÖVP Steiermark gereiht. In der XXVIII. Gesetzgebungsperiode wurde sie im ÖVP-Parlamentsklub Bereichssprecherin für Frauen und Gesundheit. Beim 23. ordentlichen Bundestag der ÖVP-Frauen wurde sie im Mai 2025 mit 97,2 Prozent der Delegiertenstimmen als Bundesleiterin bestätigt.